# Schlacht bei Hannut
Schlacht um die Niederlande

Maastricht – Mill – Den Haag – Rotterdam – Zeeland – Grebbeberg – Afsluitdijk – Bombardierung von Rotterdam
Invasion von Luxemburg

Schusterlinie
Schlacht um Belgien

Fort Eben-Emael – K-W-Linie – Dyle-Plan – Hannut – Gembloux – Lys
Schlacht um Frankreich

Ardennen – Sedan – Maginot-Linie – Weygand-Linie – Arras – Boulogne – Calais – Dünkirchen (Dynamo – Wormhout) – Abbeville – Lille – Paula – Fall Rot – Aisne – Westalpen – Cycle – Saumur – Lagarde – Aerial – Fall Braun
Die Schlacht bei Hannut war die größte Panzerschlacht während des Westfeldzuges im Zweiten Weltkrieg. Sie fand vom 12. bis zum 14. Mai 1940 während der Schlacht um Belgien bei Hannut im zentralen Teil Belgiens statt.

## Vorgeschichte
Am 10. Mai begann der deutsche Überfall auf die Niederlande, Belgien und Luxemburg. Das XVI. Panzerkorps unter Erich Hoepner, damals der Heeresgruppe B zugeteilt, konnte die Maas sowie den Albert-Kanal in der Nähe des belgischen Forts Eben-Emael überqueren. Die Alliierten versuchten, in Belgien vorgeschobene Positionen entlang dem Fluss Dijle (Dyle-Stellung) einzunehmen und dort den deutschen Vormarsch aufzuhalten. Eine Schwachstelle – weil ohne natürliche Hindernisse – bildete die ungefähr 33 km lange, sogenannte Gembloux-Lücke. Hier wurden starke Einheiten zusammengezogen, eine vorgelagerte Panzersperre verstärkte die Stellung. Das französische Kavalleriekorps Prioux unter René Prioux sollte noch weiter vorrücken und bei Hannut den deutschen Aufmarsch verzögern, um genügend Zeit für den Ausbau der Dyle-Stellung zu erhalten.

## Kräfte
Auf französischer Seite stand das Kavalleriekorps Prioux mit der 2. und 3. leichten mechanisierten Division. Sie verfügten über 600 Panzer, darunter 239 Hotchkiss H-35 und 176 Somua S-35 sowie Aufklärungspanzer Renault AMR 35-ZT und 90 Spähpanzer Panhard 178.
Auf deutscher Seite stand das XVI. Panzerkorps mit der 3. und 4. Panzer-Division mit 620 Panzern: 498 Panzerkampfwagen I und Panzerkampfwagen II, 73 Panzerkampfwagen III und 52 Panzerkampfwagen IV.

## Verlauf
Am Morgen des 12. Mai stießen die vorrückenden deutschen Panzer auf die französischen Einheiten bei Hannut. Die deutschen Panzer zeigten sich gerade dem Somua S-35 eindeutig unterlegen, so dass ein Weiterkommen zunächst nicht möglich war.
Am zweiten Tag konzentrierte General Hoepner die Angriffe auf einen schmalen Abschnitt der Front. Die französischen Panzer waren gleichmäßig über die Front verteilt, auch stand keine Reserve zur Verfügung. So gelang den deutschen Panzern der Durchbruch, ein Großteil der französischen Panzer konnte gar nicht in die Kämpfe eingreifen.
Am 14. Mai erreichten die deutschen Truppen Perwez.

## Folgen
Das französische Kavalleriekorps zog sich nach Westen zurück, die deutschen Kräfte setzten nach. In Gembloux, 35 km im Südwesten, gingen die Kämpfe in die nächste Runde.
Die französischen Panzer waren den deutschen technisch überlegen – nur die Panzer IV konnten etwas gegen die starke Panzerung des SOMUA ausrichten. Trotzdem erlitt laut Roman Töppel (2023) die französische Seite höhere Panzerverluste: Etwa 200 Totalausfällen des Kavalleriekorps Prioux standen auf deutscher Seite 49 Totalverluste gegenüber. Laut Karl-Heinz Friesers inzwischen in 5. Auflage erschienenem Buch Blitzkrieg-Legende betrug das Verhältnis jedoch 105 französische Panzer zu 160 deutschen, die verlorengingen. Allerdings verlor gemäß Steven Zaloga allein die 3. leichte mechanisierte Division am 12. und 13. Mai 1940 bereits 105 Panzer, davon 68 Hotchkiss und 37 Somua.
Als entscheidend hatte sich die modernere deutsche Einsatzkonzeption erwiesen: Während die Franzosen eine eher starre Taktik verfolgten, gingen die Deutschen dynamisch vor, nutzten die Möglichkeiten der Funkkommunikation und konnten schnell neue Schwerpunkte setzen.
Auch beim Zusammenspiel der Waffengattungen (Gefecht der verbundenen Waffen) agierten die Deutschen überlegen: Die Panzer wurden durch starke Luftwaffenverbände unterstützt, darunter Stukas, die viele französische Panzer zerstörten. Deshalb gelang den Deutschen der Durchbruch.